# Ctenotus ehmanni
Ctenotus ehmanni är en ödleart som beskrevs av  Storr 1985. Ctenotus ehmanni ingår i släktet Ctenotus och familjen skinkar. Inga underarter finns listade i Catalogue of Life.